# Xian de Hukou
Pour les articles homonymes, voir Hukou.
Le xian de Hukou (湖口县 ; pinyin : Húkǒu Xiàn) est un district administratif de la province du Jiangxi en Chine. Il est placé sous la juridiction de la ville-préfecture de Jiujiang.

## Démographie
La population du district était de 266 773 habitants en 1999.